# Retaules de l'Hospital de Tavera (Toledo)
Els Retaules de l'Hospital de Tavera, a Toledo són el darrer gran conjunt iniciat per El Greco, format per arquitectura en fusta i obres de pintura i escultura. Degut a la seva mort, l'artista cretenc no va acabar aquest ambiciós conjunt. Va ser continuat pel seu fill, Jorge Manuel Theotocópuli i per altres artistes.

## Introducció
Entre 1595 i 1598, El Greco ja havia realitzat per a l'església d l'Hospital de Tavera el Tabernacle, amb estàtues dels Pares de l'Església i l'Escultura de Crist Ressuscitat, que és una de les poques escultures que ens ha arribat de la mà del mestre cretenc. En aquesta ocasió, El Greco va rebaixar voluntàriament -de 25.000 a 16.000 rals espanyols- la retribució del seu treball "por la mucha devoción que tenía al Hospital...por el amor del dicho señor administrador". L'administrador de l'Hospital era Pedro de Salazar y Mendoza, amb qui El Greco tenía llaços d'amistat.

## Els Retaules
El 16 de novembre de 1608 es va subscriure el contracte pel qual el mestre cretrenc es comprometia a realitzar "El retablo mayor y colaterales del dicho ospital en quanto a fábrica ensanblage escultura dorado y estofado". No s'esmentaven els llenços, i l'artista es comprometia a realitzar l'obra en cinc anys. Com a fiadors d'El Greco van actuar Pérez de Ribadeneyra, el Dr. Angulo, i Jorge Manuel Theotocópuli, a qui s'encarregava continuar l'obra en el cas de que el seu pare no pogués, per mort o per qualsevol altra causa.

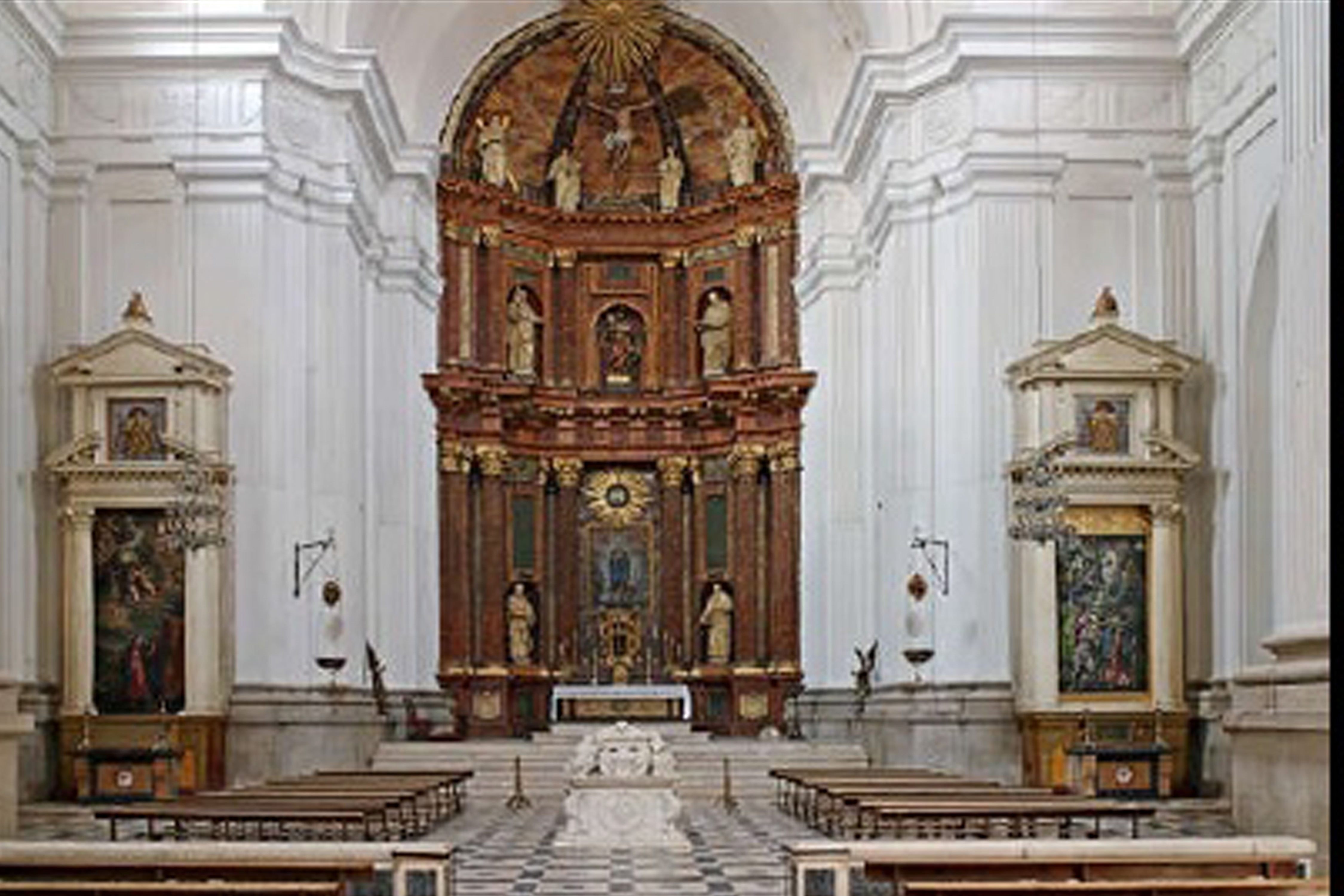
Conjunt del Retaule Central i dels dos Retaules laterals.

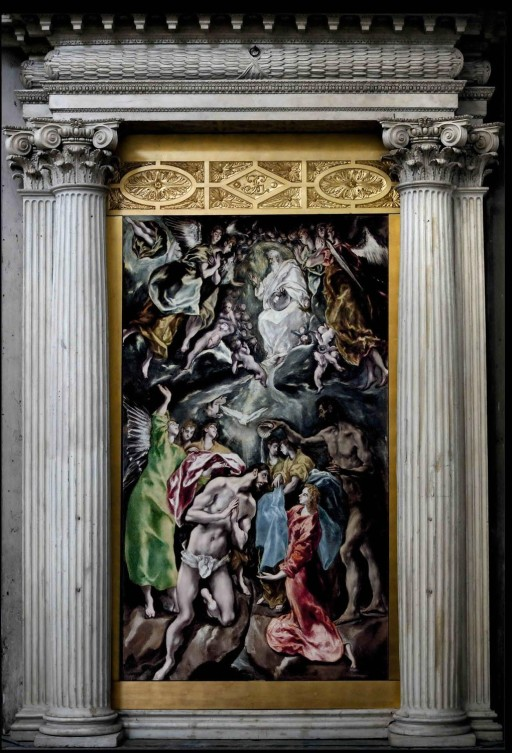
Vista de la part inferior del Retaule lateral dret, actualment amb el llenç "El Baptisme de Crist"

L'any 1614, a la mort d'El Greco, l'obra de talla i construcció dels retaules gairebé no havía començat. L'inventari dels seus béns, fet l'any 1614 cita explícitament "el retablo principal sin las columnas grandes ni la cornisa ni talla ni escultura". L'any 1621 Jorge Manuel havia avançat força en la construcció dels retaules, però Pedro de Salazar ja no era administrador i els nous representants tenien poca paciència. L'obra restava inacabada el 21 de gener de 1630, quan l'alcade de Toledo va declarar en fallida l'obra dels retaules, facilitant a l'administrador la seva continuació per altres mestres.

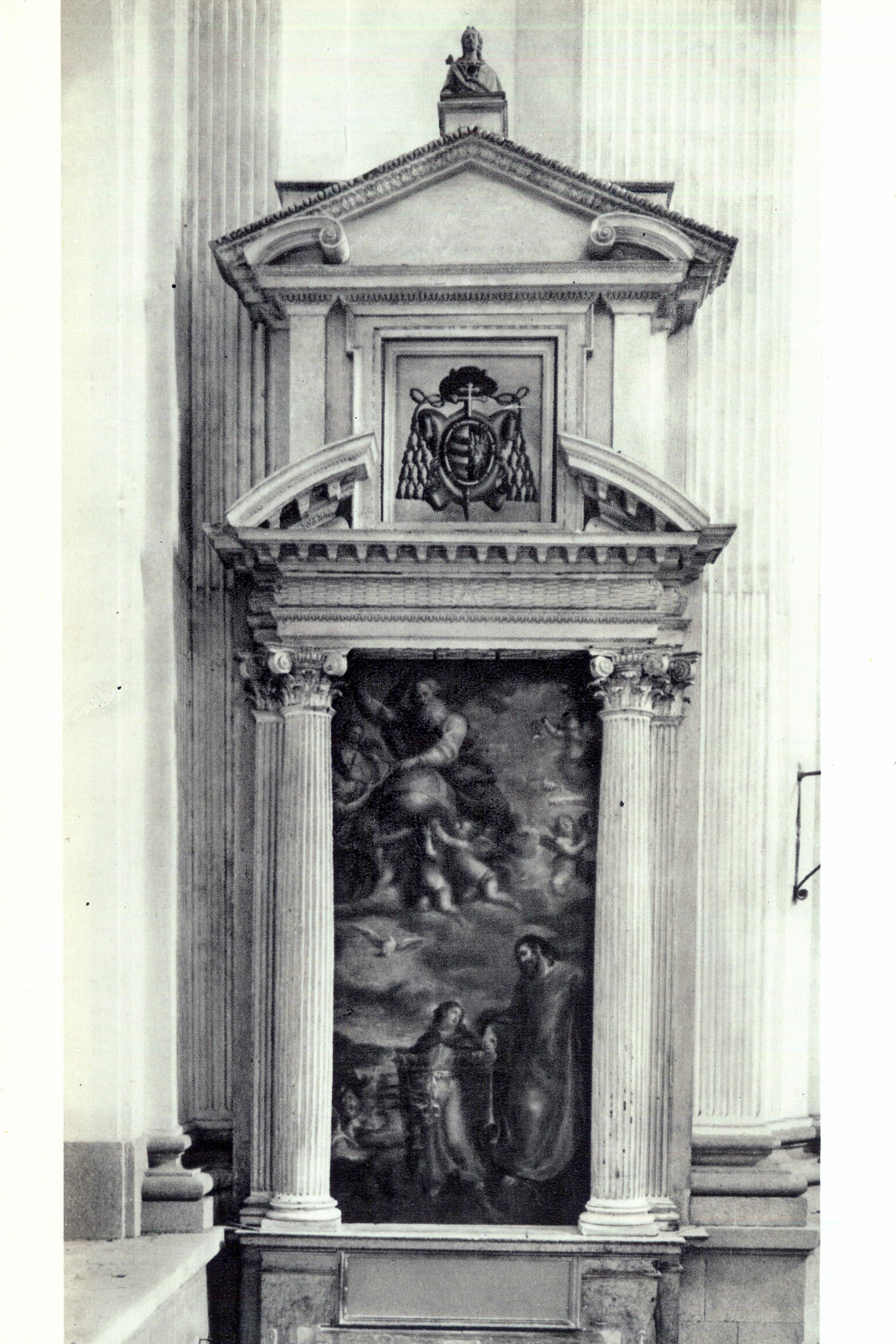
Retaule lateral esquerre, vista completa.

## Retaules laterals
Alçada aproximada: 7,32 m.; amplada de l'obertura central: 2,08 m.;
Els retaules laterals es van realitzar a partir de l'any 1608 per Jorge Manuel Theotocópuli, a partir del projecte original del seu pare. Lamentablement, es van repintar d'un blanc opac en el segle xix.
Aquests retaules estaven poc avançats a la mort d'El Greco, i en l'inventari de l'any 1614 només s'esmenta: "dos lienzos aparezados para los remates de los colaterales". Però l'Inventari-II, de l'any 1621, declara que ja estaven acabats, preparats amb guix i llestos per al procés de daurat. L'any 1635 estaven col·locats al seu lloc, on encara hi segueixen. Els llenços que hi figuraven originàriament es van traslladar entre 1936-38. Actualment, al retaule dret hi figura el llenç El Baptisme de Crist, tot i que no existeix la certeza de que aquest sigui el seu destí originari.
Podem tenir gairebé la certesa de que els retaules laterals van ser realitzats d'acord amb els projectes d'El Greco. En el contracte original de l'any 1608 s'acordava que les columnes tenien que ser del mateix ordre que les del retaule central, com de fet ho són. A més, aquest projecte es relaciona amb altres obres seves com els Retaules de la Capella de San José, el Retaule de la Immaculada Concepció (Capilla Oballe), o el retaule destinat a la pròpia familia d'El Greco, a Santo Domingo el Antiguo. Les columnes són d'Ordre compost i el fris convex està decorat amb un motiu de fulles escalonades, com els emprats per Donatello i altres mestres de l'Arquitectura del Renaixement. La cornisa i el frontó partit están adornats amb permòdols i rosetes. En el coronament de cadascun dels retaules laterals, hi ha sengles reliquiaris en forma de mig bust d'una santa, que no sembla que siguin obres ni d'El Greco ni de Jorge Manuel. Actualment ocupa el retaule de l'esquerra una pintura amb el tema "Sant Josep i el Nen Jesús", de Francisco Camilo.

## Retaule major
El Greco va plantejar el retaule major com una estructura rectangular en pla verticar, d'acord amb la tradició manierista. Tanmateix, actualment aquesta obra està dividida en dos amplis cossos, amb columnes compostes i pilastres, en una disposició pròpia del barroc primitiu, amb plans escalonats, rematat amb cornises sortints. Originàriament, el retaule estava totalment daurat, actualment està pintat matusserament imitant marbre, de forma que el daurat només roman en els capitells i en les bases.
A la mort d'El Greco ja estaven pintats els tres grans llenços que havien de constituir l'element central dels tres retaules, i estaven aparellats els que devien ocupar els cossos alts dels retaules laterals. Però la part arquitectónica en fusta estaba molt poc avançada. L'encàrrec de l'Hospital Tavera era una obra de gran envergadura, que va resultar superior a les capacitats de Jorge Manuel, el nou cap responsable de l'obrador del seu pare.
La desgraciada història del retaule major de l'Hospital de Tavera va arribar a la seva conclusió cent vuitanta-dos anys després del seu començament, després de diversos plets, litigis i desacords. El gustos artístics havien canviat, els nous representants de l'Hospital van considerar que el projecte original era defectuós, i van exigir (26 de setembre de 1624) que el retaule major tingués un coronament vuitavat, per tal d'adaptar-lo a al semicercle de l'absis de l'església. Jorge Manuel s'hi va avenir, tot i que va remarcar que el nou projecte implicava dues grans columnes, un timpà, les projeccions dels primers pedestals, una fornícula per a la custodia, les projeccions de les cornises principals, el pedestal del segon pis, quatre columnes petites a banda i banda de l'arc central i el timpà del coronament. Alguns d'aquests elements van ésser eliminats quan es va instal·lar el retaule, que finalment no té coronament en el primer pis. Les quatre columnetes probablement es van aplicar al nínxol arquejat, i manca el "Cordero adorado por ángeles" que s'esmentava en el contracte ajustat amb El Greco l'any 1608. Tot i així, el retaule no va ésser totalment instal·lat en aquesta època.
El 4 d'abril de 1630, abans de la mort de Jorge Manuel, l'Hospital va contractar un artista desconegut, anomenat Gabriel d'Ulloa per tal d'acabar les pintures i escultures, i per daurar el retaule, però sembla que va morir poc després. El mateix any, Jusepe d'Ortega treballava muntant aquesta obra, algunes parts de la qual ja havien estat daurades. L'any 1655. Juan d'Ocaña sembla que també va col·laborar en aquesta obra, i l'any 1790 es va acabat el procés de daurat, així com l'afegit dels grans raigs solars de la part central del coronament.

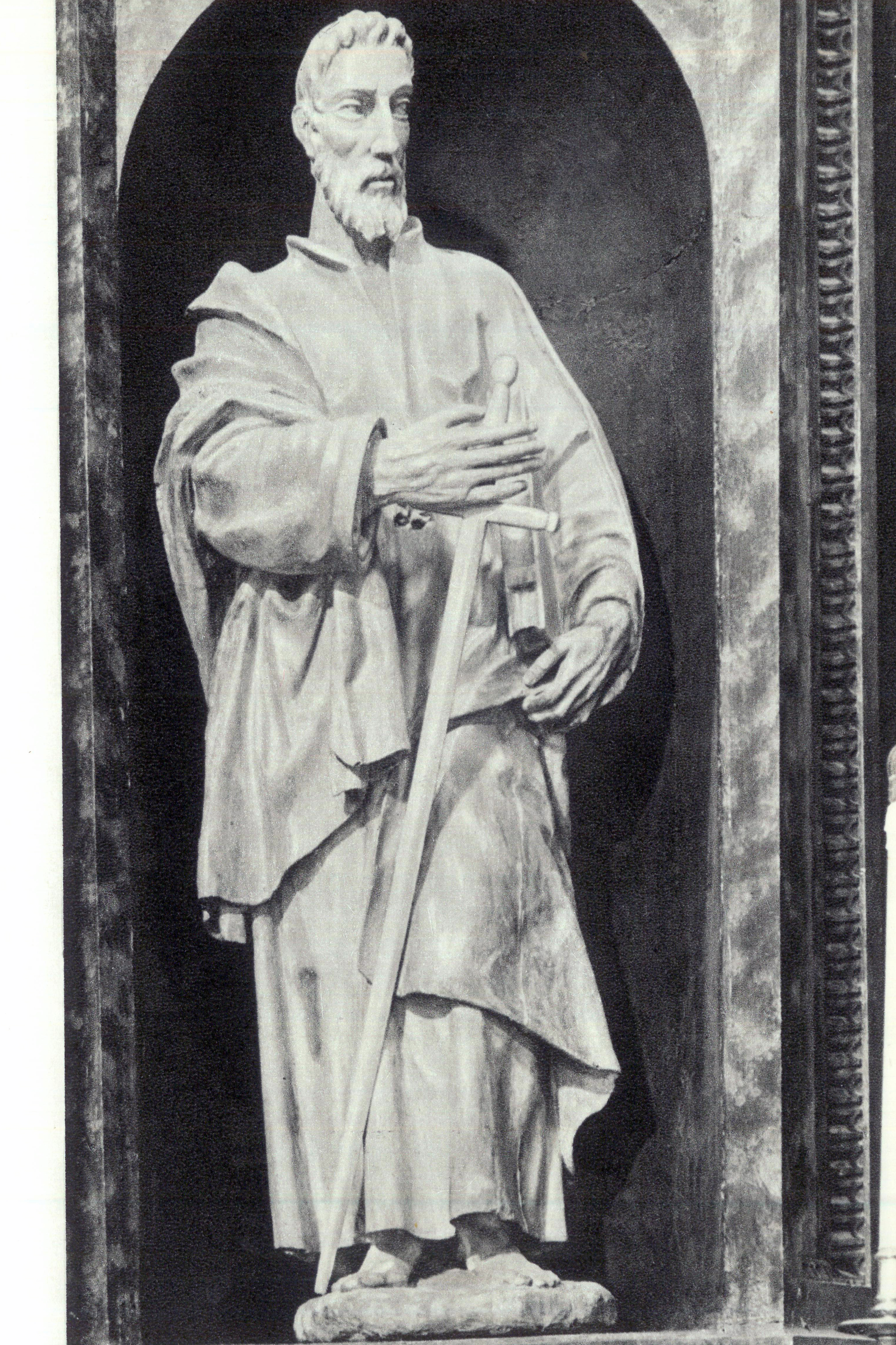
Estàtua de Sant Pau, a la Fornícula Esquerra del Retaule Central.

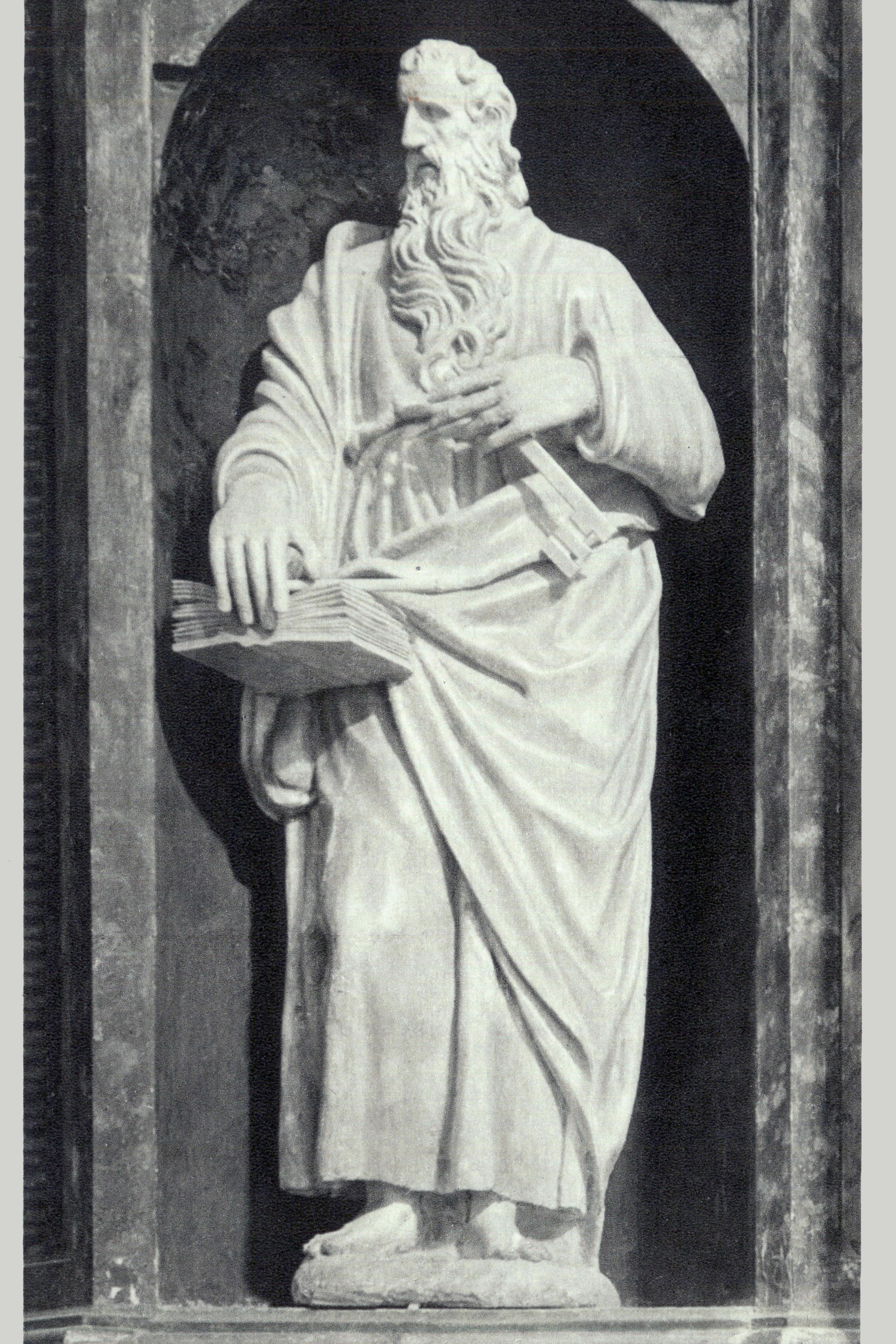
Sant Pere, a la Fornícula dreta del Retaule Central.

### Escultures
Francisco d'Acuña, el nou administrador, va exigir a Jorge Manuel que acabés els retaules tenint en compte el nou disseny, i que ho fes dins el recinte de l'Hospital. Les vuit grans escultures del retaule major són obra de Giraldo de Merlo (1574-1620) tot i que acabades per un escultor desconegut. El "Sant Joan Baptista" del cos principal és d'un estil totalment diferent, ja que va ser realitzada per Antonio Cuello. Les altres vuit figures, d'un estil homogeni, i extraordinàriament allargades, no van ésser començades abans de la mort d'El Greco.
La taxació realitzada el 22 de setembre de 1628 assegura que les escultures havien estat realitzades d'acord amb la "traça vieja". és a dir, la que va estar signada per Pedro de Salazar y Mendoza. Per tant, és la prova definitiva que l'escultor havia utilitzat els dibuixos originals d'El Greco, ja que en el contracte se li encarrega el retaule amb l'escultura, i s'esmenta que dibuixos ja havien estat acceptats. Les figures allargades i la tipologia facial confirmen aquesta evidència documental. A més, les obres realitzades per Giraldo de Merlo en altres llocs, són molt diferents de les realitzades per a l'Hospital de Tavera. Aquestes estàtues no són la millor realització de Giraldo de Merlo, perquè van restar inacabades a causa de la seva mort (1620), essent represes per un altre artista –probablement un ajudant del taller de José Manuel– entre 1624-28. La identificació de les vuit escultures sembla la següent: a les fornícules inferiors, d'esquerra a dreta, Sant Pau i Sant Pere; sobre seu Jaume el Major i Mateu apòstol. A la cornisa del coronament hi ha les estàtues següents, d'esquerra a dreta: Andreu apòstol, la Verge Maria, Joan Evangelista i Tomàs apòstol.
Aquestes estàtues, originàriament daurades, van ésser pintades de color blanc, segurament degut al gust de l'Escultura del neoclassicisme del segle xix.